# Oxyomus
Oxyomus Dejean, 1833, è un genere di Coleotteri  della famiglia degli Scarabaeidae (sottofamiglia Aphodiinae).

## Descrizione
I coleotteri appartenenti al genere Oxyomus condividono i seguenti caratteri: 
- Sono specie di piccole dimensioni, da 3 a 4 millimetri; corpo convesso e opaco; di colore nerastro, le elitre a volte sono rossastre.
- Il capo ha epistoma poco gibboso e punteggiato distintamente; il clipeo verso la parte centrale è debolmente sinuato, arrotondato ai lati e con l'orlo senza ciglia e sottile.
- Le guance o gonae sono più sporgenti degli occhi e arrotondate; la sutura frontale è poco impressa, priva di tubercoli.
- Il pronoto è fortemente convesso lateralmente, trasverso, fortemente punteggiato sul disco; ha i lati orlati, lungamente cigliati. La base del pronoto è orlata o non orlata; presenta un solco nel senso longitudinale che si assottiglia verso il margine anteriore
- Lo scutello è triangolare, piccolo.
- Le elitre sono parallele ai fianchi; hanno pseudostrie composte da punti trasversi profondi disposte in serie longitudinali; gli pseudointervalli stretti e a forma di coste.
- Le protibie sono tridentate al margine esterno nel senso distale, serrulate debolmente nel senso prossimale e dilatate verso l'apice.
- Le metatibie, sulla faccia esterna, hanno carene deboli con una corona di spinule corte e disuguali.
- Il pigidio ha pubescenza inclinata, all'apice con due ciglia allungate.
- Il dimorfismo sessuale è evidenziato nei maschi per la placca metasternale più incavata e punteggiata.
- L'edeago ha parameri poco sclerificati e arrotondati verso l'apice.
- L'epifaringe è molto arrotondata ai lati e sul margine anteriore è a forma di seno.
- L'epitorma ha forma conica.
- La corypha è sporgente, con varie spiculae e arrotondata.
- I pedia sono pubescenti presso l'epitorma con alcune spine disposte in modo irregolare.
- Le chaetopariae sono poco allungate e disposte in ordine fitto.

## Distribuzione
È un genere subcosmopolita.

## Specie
Attualmente (anno 2006) il genere comprende 24 specie di cui 1 reperita in territorio italiano:
- Oxyomus aciculatus
- Oxyomus arunae
- Oxyomus bremeri
- Oxyomus cameratus
- Oxyomus costipennis
- Oxyomus costulatus
- Oxyomus curvus
- Oxyomus debilis
- Oxyomus dschagga
- Oxyomus inaequalis
- Oxyomus ishidai
- Oxyomus jucundulus
- Oxyomus jugalis
- Oxyomus kiuchii
- Oxyomus lineatosulcatus
- Oxyomus masumotoi
- Oxyomus miliaris
- Oxyomus nubigenus
- Oxyomus pusillus
- Oxyomus setosopunctatus
- Oxyomus simillimus
- Oxyomus sylvestris  (italiana)
- Oxyomus thailandicus
- Oxyomus tumulosus